# 皮爾茲諾

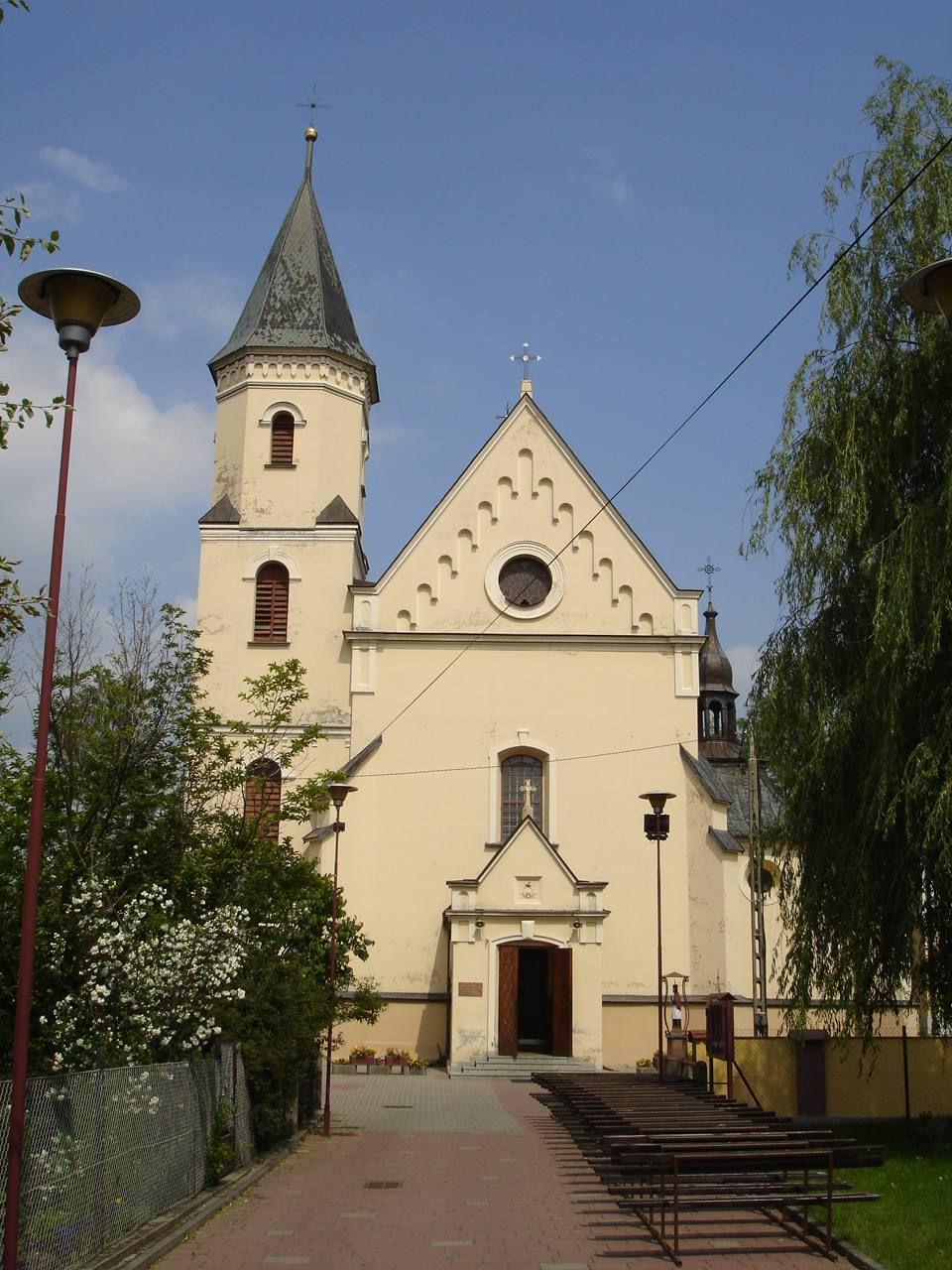

皮爾茲諾是波蘭的城鎮，位於該國東南部，由喀爾巴阡山省負責管轄，面積16.01平方公里，2006年人口4,411。在瓜分波蘭時期，該鎮被納入奧地利管治範圍。
49°58′35″N 21°17′35″E / 49.97639°N 21.29306°E